# غدير الصفاوي
غدير الصفاوي هو غدير، في ناحية بصية بقضاء السلمان بمحافظة المثنى، بالبادية العراقية جنوب العراق، في منطقة ارتفاعها بين 171 و200 متر فوق البحر، تكثر فيها الشعاب مثل شعيب العرجاوي وشعيب الغانمي وشعيب الصفاوي، وفي تلك المنطقة قليل من الفيضات.